# Безбашенная компоновка

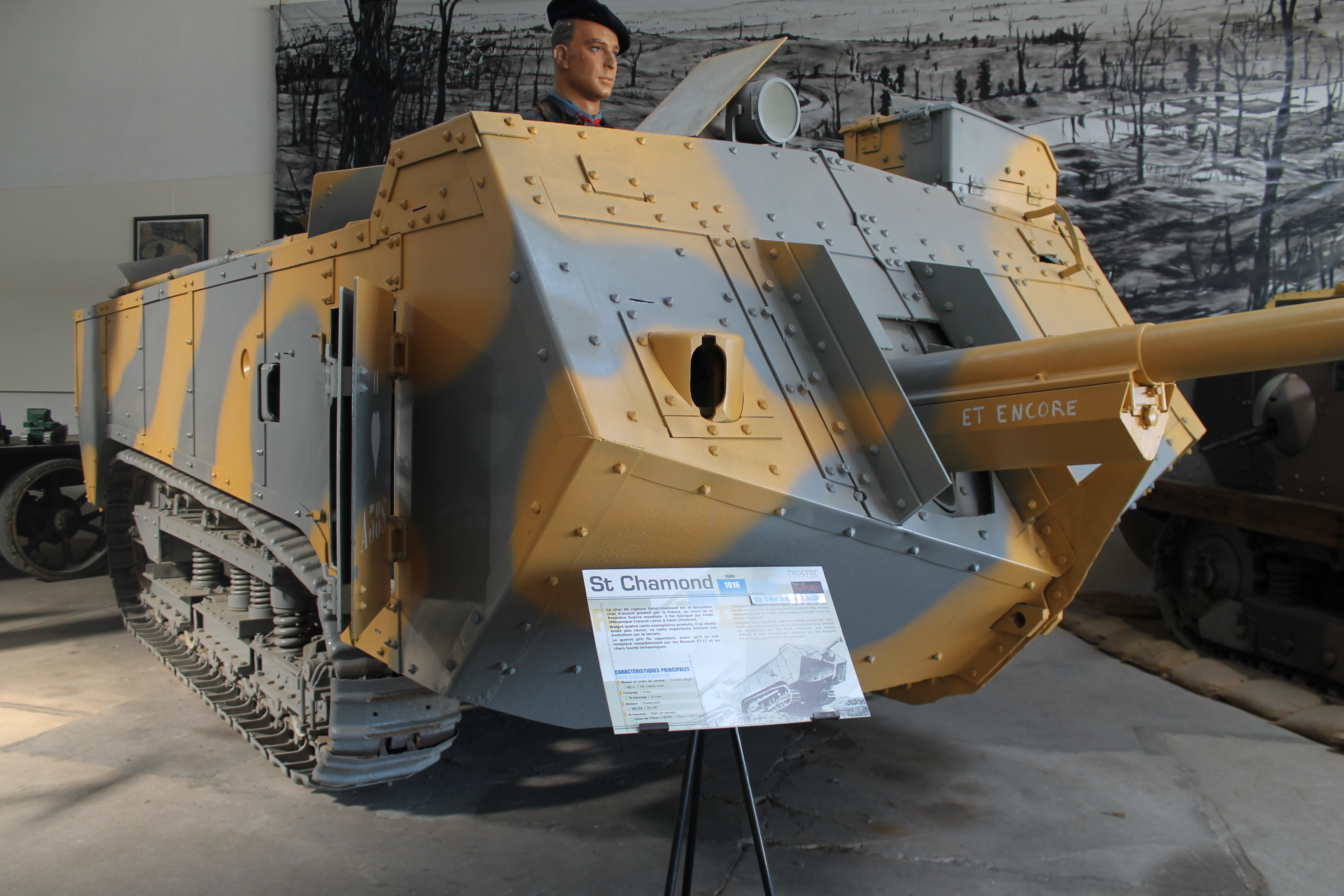
Первые танки практически все были безбашенными, такие как Сен-Шамон, но их так не называли, поскольку ко времени их появления попросту ещё не существовало понятия о танковой башне, как о неотъемлемом элементе конструкции танка

Безбашенная компоновка — наиболее ранняя, появившаяся вместе с первыми танками разновидность компоновочной схемы бронетехники (БТВТ), в которой башня у проектируемых образцов бронетехники отсутствует как таковая. Обладает рядом преимуществ и недостатков в сравнении с танками, спроектированными по классической компоновочной схеме. Исходно, практически все серийные танки были спроектированы по безбашенной компоновочной схеме, однако с появлением и широким внедрением в практику танкостроения вращающихся танковых башен, такой способ компоновки стал исключением и достаточно редким явлением.

## Терминология
Ввиду того, что первые проекты танков до начала эры серийного танкостроения и первые воплощённые в металле серийные образцы, с момента появления танков на вооружении армий наиболее развитых в промышленном и военно-техническом отношении государств не имели башен, термин «безбашенный» применительно к бронетехнике не применялся, так как не было массовой альтернативы (стандарта) для сравнения и определения отсутствия башни как чего-то нестандартного. В дальнейшем, с появлением башенной компоновки в её современном понимании и с дальнейшим её широким внедрением в стандарты мирового танкостроения, безбашенная компоновка стала постепенно уходить в прошлое, как архаическая, ввиду неспособности конструкторов решить на производственно-технической базе того времени проблему эффективного и быстрого наведения основного вооружения безбашенных танков на цель. Второе рождение она пережила во время появления истребителей танков — самоходных артиллерийских установок (САУ) с неподвижно зафиксированными или ограничено вращающимися орудиями, для которых такой вариант компоновки рассматривался как стандартный. В американском англоязычном военном лексиконе, понятие «безбашенные танки» (англ. turretless tanks) употреблялось применительно к инженерной и ремонтно-восстановительной бронетехнике: танковым мостоукладчикам, инженерным машинам и др. вспомогательной технике, в британском английском лексиконе, выражение употреблялось преимущественно применительно к бронетанковому вооружению (БТВ), став синонимом самоходных артиллерийских установок советского производства, имеющим индексы СУ и САУ (отсюда буквальная латинская транслитерация — SU tanks).
Для обозначения безбашенной бронетехники, как в русскоязычном лексиконе, так и в армиях западных стран использовались всяческие терминологические эквиваленты, сам подбор которых, как считает британский историк танкостроения Ричард Огоркевич, был элементом негласного соперничества между кавалерией и артиллерией, — американские, британские и французские танковые войска унаследовали многое, начиная от организационно-штатной структуры, наименования подразделений и ряда военно-учётных специальностей от кавалерийских войск и частично от флота, даже сам жаргон первых танкистов был видоизменённым кавалерийским арго, в свою очередь самоходно-артиллерийские части стали наследниками полевой артиллерии, переняв всё то же самое в большей степени от артиллеристов, — подбор словесных эквивалентов безбашенным танкам, поскольку те в большей степени либо применялись для борьбы с танками противника, либо конструктивно и по своему целевому предназначению были исходно спроектированы как самоходные орудия, чтобы лишний раз не употреблять слово «танк», был призван подчеркнуть различие между данными родами войск и танкистам дистанцироваться от самоходчиков, подчёркивая преемственность традиций и демонстрируя кавалерийскую спесь перед пехотой и артиллерией.
К послевоенному времени башенная компоновка уже настолько укоренилась в танкостроительной конструкторской мысли, что стала классической и остаётся таковой до настоящего времени. В советском русскоязычном военном лексиконе формулировка «безбашенный» применительно к бронетехнике употреблялась практически всегда только применительно к танкам, для которых такой вариант компоновки к тому времени стал весьма нестандартным и употребление этого выражения было призвано подчеркнуть эту нестандартность. Зарубежные образцы БТВТ безбашенной компоновки могли традиционно по ошибке называть «истребителями танков», несмотря на то, что в армиях государств, где они состояли на вооружении, они могли классифицироваться как основные боевые танки (ОБТ).
Наконец, третье рождение безбашенной компоновки произошло на рубеже 1960-х — 1970-х гг. в Великобритании, в рамках различных проектов, объединённых в единую государственную программу научно-исследовательских и опытно-конструкторских работ (НИОКР) под названием «Бронетехника для 1980-х» (AFVs for the 1980s) и международную англо-германскую программу НИОКР «Основной боевой танк будущего» (FMBT).
Боевые возможности и потенциал безбашенных танков, а равно перспективы их серийного производства и постановки на вооружение бронетанковых и бронекавалерийских частей Армии США (с условным индексом TLT, то есть TurretLess Tank) исследовались на рубеже 1980-х — 1990-х гг. в работах слушателей Командно-штабного колледжа Армии США.

## История

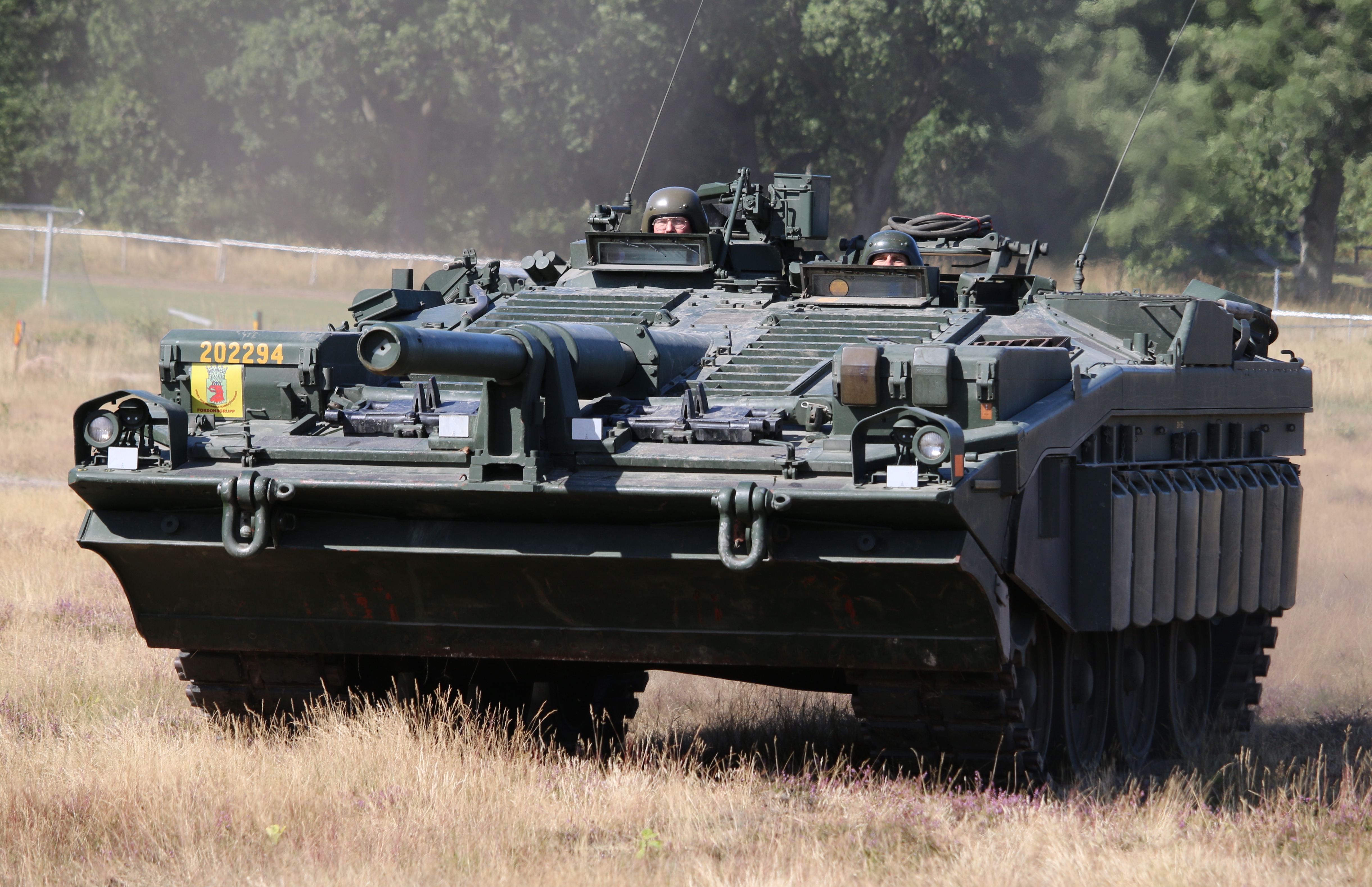
Шведский основной боевой танк Strv 103 или S-танк, разрабатывавшийся в 1958—1966 гг. и производившийся серийно в 1967—1971 гг. — один из наиболее массовых и узнаваемых образцов бронетехники безбашенной компоновки, — разрабатывался специально для условий Североевропейского ТВД

Если не брать во внимание первые танки, в которых отсутствие вращающихся башен было обусловлено ранней стадией танкостроения, то как самостоятельное направление исследований и опытно-конструкторских работ, идея наведения основного ствольного вооружения танка на цель методом поворота корпуса в обеих плоскостях была реализована целенаправленно во французском экспериментальном танке Schneider-Renault SRB, который был спроектирован в 1921 г. и на базе которого был позже создан танк Char B1, поступивший в серийное производство для Французской армии. И хотя оба эти танка уже были оснащены башнями с пушкой малого калибра в сочетании с орудием главного калибра, вмонтированным в передний броневой лист, наведение основного ствольного вооружения в горизонтальной плоскости осуществлялось на месте стандартным способом поворота гусеничных машин — созданием разности скоростей движения отстающей и забегающей гусениц, а в вертикальной плоскости благодаря бесступенчатому гидростатическому приводу. Несмотря на неудовлетворительные результаты в части эффективности стрельбы, эксперименты продолжались до 1940 г. и завершена программа разработок была незадолго до оккупации Франции войсками нацистской Германии. Собственно, основным боевым танком, в котором была реализована данная идея стал шведский танк Strv 103, при том, что опытные образцы техники такого рода разрабатывались в ФРГ, Великобритании и США.

## Целесообразность
Ниже приводится перечень основных достоинств и недостатков безбашенной бронетехники (в первую очередь, танков), сформулированных не абстрактно, а в сравнении с танками классической (башенной) компоновки конкретного периода времени (1960-е — 1970-е гг.), когда вопрос создания ОБТ безбашенной компоновки имел наибольшую актуальность. Для того, чтобы лучше представлять себе конструкторский замысел и характер стоящего перед разработчиками тактико-технического задания, необходимо также представлять себе особенности театров военных действий для применения в масштабах которых и разрабатывались образцы безбашенной бронетехники. Так, например, холмистая и болотистая местность Североевропейского ТВД, — для применения в условиях которой разрабатывался шведский танк Strv 103, — с обилием кустарников и другой невысокой растительности, идеально приспособлена для маневрирования техники такого класса, выступая одновременно укрытием, позволяющим танкам свободно осуществлять противоракетный манёвр и уклоняться от огневого и визуального контакта с противником, скрываясь за кочками, густой растительностью и активно используя складки местности и другие преимущества, предоставляемые условиями местности и военно-географическими особенностями данного ТВД.

## Достоинства

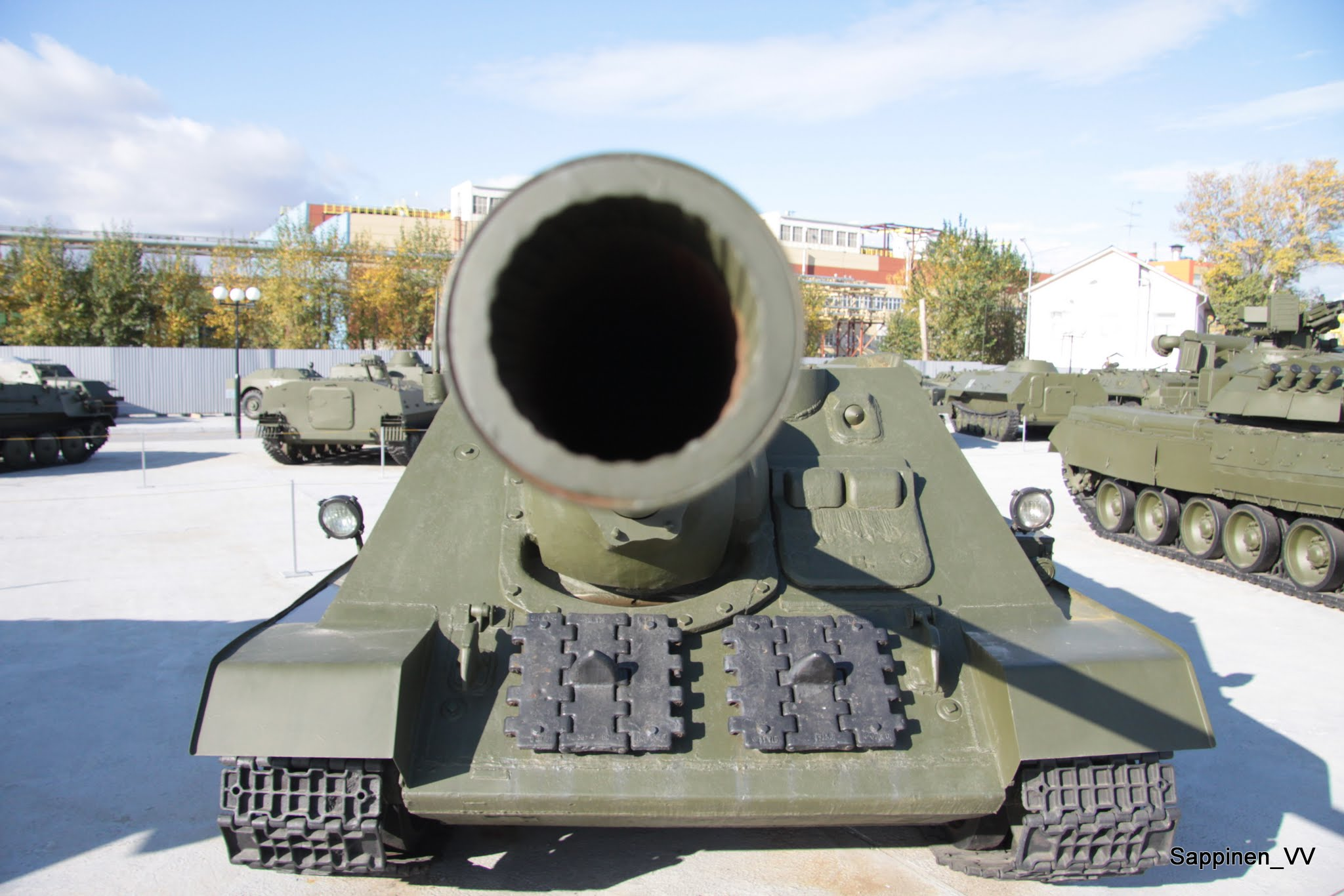
Безбашенная компоновка позволяет размещение на борту орудий значительно превышающих стандартные танковые пушки по своей огневой мощи

Исключение из конструкции бронетехники башни давало ей ряд бесспорных достоинств перед бронетехникой классической компоновки, а именно:
Огневая мощь
В отличие от башенной бронетехники, калибр пушки которой пропорционален диаметру погона башни и им же ограничен, расположение основного ствольного вооружения непосредственно через амбразуру в лобовом бронелисте, позволяет установку на бронетехнику орудий, существенно превышающим стандартные танковые пушки как по калибру, так и по мощности используемого боеприпаса, — опыт боевого применения обеими противоборствующими сторонами бронетанковых войск во Второй мировой войне, в особенности, на Восточноевропейском ТВД, подтвердил правоту тезиса относительно преимущества безбашенной компоновочной схемы в плане достижения значительно превосходящей огневой мощи при аналогичных или даже меньших размерах.
Силуэт
| |  |   |
| · |  | · |
| Силуэт танка классической компоновки (слева) и силуэт безбашенного танка (справа) во фронтальной проекции |  |   |

У танков межвоенного и послевоенного периода высота башни составляла от 1⁄6 до 1⁄3 и более от высоты танка, не считая расположенных поверх башни надстроек и обвеса: командирской башенки, пулемётной турели, дополнительного вооружения, средств радиосвязи и другого оборудования, которое доводило общую высоту танка до трёх метров и выше. Снижение силуэта танка автоматически означало снижение его заметности для противника на тех же расстояниях, на которых невооружённым глазом видны танки классической компоновки. Кроме того, пропорционально снижению площади отражения радиосигнала, снижалась дальность обнаружения танка противником при помощи средств радиолокационной разведки.
Площадь поверхности
За счёт исключения башни снижается общая площадь поражаемой поверхности условной цели, как во фронтальной, так и в боковой проекции, то есть попасть в такой танк с расстояния гарантированного попадания в танк классической компоновки становится тем сложнее, чем более снижается его высота (при сохранении ширины и длины воображаемого танка в исходных значениях). Немаловажным фактором было снижение площади поверхности, обращённой к фронту набегающей ударной волны и площади облучаемой поверхности, что повышало устойчивость экипажа и танка к поражающим факторам ядерного взрыва, а именно ударной волны и проникающей радиации, в условиях потенциально возможного применения воюющими сторонами ядерных и термоядерных боеприпасов.
Уязвимость
Стык между корпусом бронетехники и башней — один из наиболее уязвимых элементов конструкции танка. Следовательно, исключая башню, исключается риск попадания снарядов противника в башню как таковой и риск срыва башни с погона, кроме того исключаются другие сопряжённые риски, так как в результате попадания снаряда в основание башни её может заклинить в самый напряжённый и ответственный момент боя и т. д. У бронетехники, не имеющей башни, подобного рода проблемы не возникают.
Боевая масса

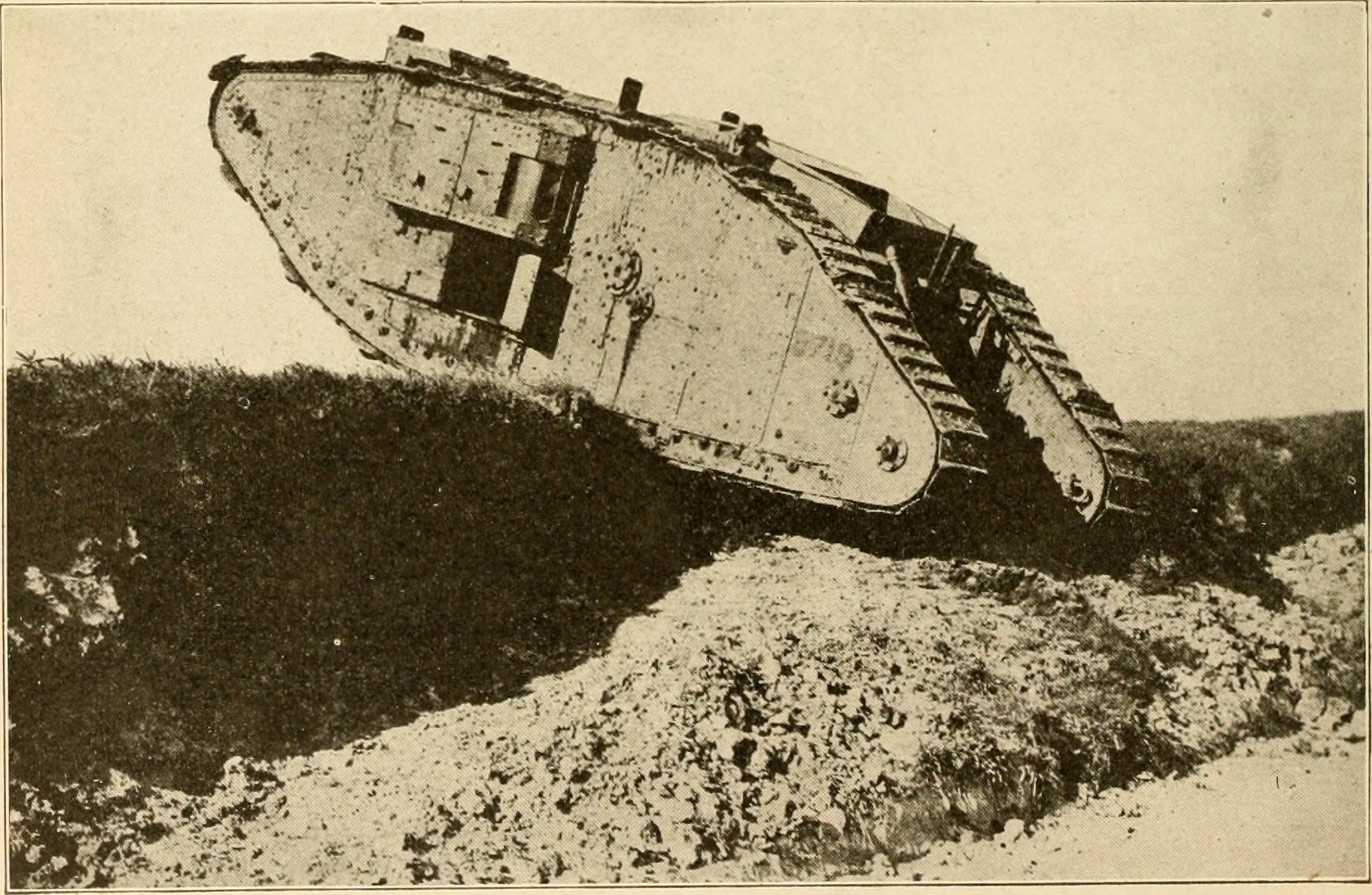
Танки безбашенной компоновки с момента своего появления имеют преимущество перед танками классической компоновки при преодолении сухопутных горизонтальных и вертикальных преград

Существенное снижение боевой массы машины за счёт исключения из её конструкции башни, масса которой колебалась для различных образцов бронетехники от 1⁄10 до 1⁄3 и более от общей боевой массы при сохранении аналогичного шасси и двигательной установки, существенно повышало ходовые качества танка, увеличивало его маневренные возможности, скорость и запас хода. Образовавшееся пространство и возросшую удельную мощность (лошадиных сил на тонну веса) можно было использовать под различную полезную нагрузку, например, для увеличения толщины брони,  боекомплекта, объёма топливных баков и перевозимого запаса топлива, установки дополнительного вооружения и других нужд.
Преодоление преград
Массивная танковая башня, концентрируя под собой центр масс танка, ограничивает его возможности по преодолению протяжённых вертикальных и особенно горизонтальных препятствий, таких как яма, ров, траншея, окоп, по мере преодоления которых, машина всё более кренится вниз под воздействием силы тяжести и в итоге заваливается вниз, утыкаясь лобовой частью корпуса в стенку углубления и застревая. Смещение центра масс, достигнутое в результате более равномерного распределения веса по всей длине конструкции, либо сосредоточения его в кормовой части машины, позволяет безбашенной бронетехнике преодолевать более высокие вертикальные и более широкие горизонтальные препятствия.
Плавучесть
Кроме снижения маневренности бронетехники при преодолении ею наземных препятствий, тяжёлая башня является одним из основных ограничителей возможности преодоления бронетехникой водных преград вплавь, соответственно чему её исключение, помимо возможности размещения разного рода полезной нагрузки и преодоления препятствий на суше, означало возможность достижения положительной плавучести единицы бронетехники, что и было реализовано на некоторых образцах, ставших по сути плавающими танками, — существенно уменьшенная масса танка в сочетании с герметизацией корпуса позволяла ему преодолевать водные преграды вплавь, а не переходом по дну, что было немаловажным преимуществом в условиях местности с большим количеством естественных и искусственных водоёмов, экономило время и затраты труда на переправу и форсирование водных преград.
Бронирование

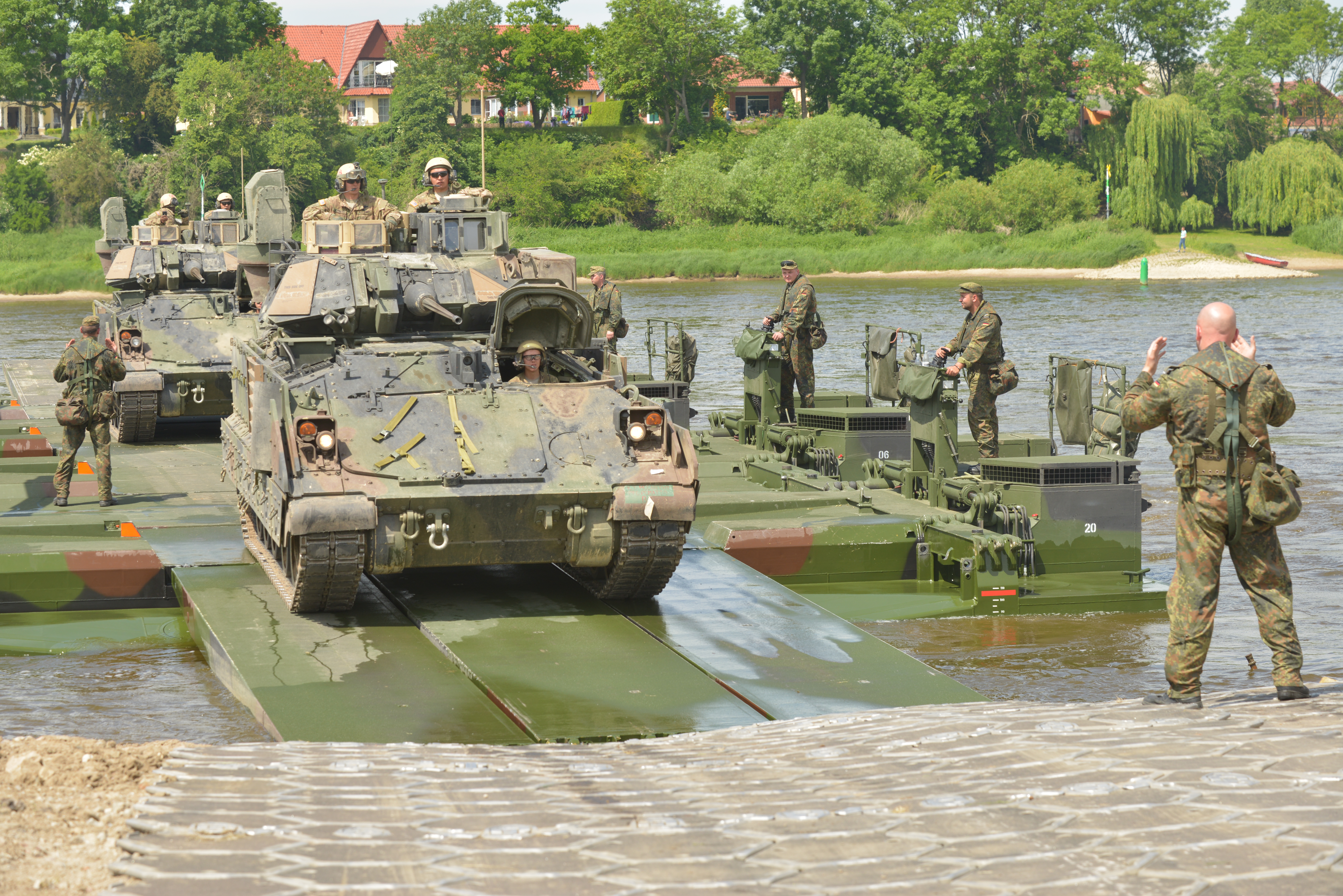
Бронетехника классической компоновки, в основной своей массе, требует длительных затрат времени и усилий инженерных подразделений для переправы через водные преграды. Плавучая безбашенная техника с герметичным корпусом способна преодолеть их с ходу

За счёт высвобожденной удельной мощности представлялось возможным увеличить лобовое и бортовое бронирование, осуществить установку дополнительных броневых элементов и экранирования спереди и по бортам. До появления и начала стремительного развития кумулятивных боеприпасов, а затем боеприпасов с тандемной боевой частью, даже наиболее простой способ усиления бронирования путём банального увеличения толщины брони представлялся достаточно эффективным методом повышения живучести единицы бронетехники и защищённости экипажа.
Экипаж
Ввиду того, что безбашенная компоновка предусматривала наведение танковой пушки на цель путём поворота корпуса, водитель одновременно выполнял функции наводчика и стрелка, что снижало количество членов экипажа, как минимум, на одного человека (наводчика), а с установкой автомата заряжания — на двоих человек (наводчика и заряжающего). Кроме того, ввиду исключения из конструкции танка башни, боевое отделение и отделение управления совмещались в единое пространство, где помощнику водителя (при наличии такового среди членов экипажа) или командиру танка было проще сменить за рычагами водителя в случае его ранения или гибели, а равно упрощалась координация действий между членами экипажа на уровне «локтевого» взаимодействия на случай выхода из строя или неисправности бортовой системы связи, находясь рядом, даже в условиях шума работы двигательной установки, пушечных залпов и пулемётных выстрелов, членам экипажа не составляло особого труда передавать друг другу команды и обмениваться простейшими информационными сообщениями («Путь свободен!», «Вперёд!», «Вижу противника!», «Огонь!», «Неисправность!» и т. д.) невербальным методом, при помощи набора жестов, кивков и тактильным способом. В наиболее оптимальном варианте, экипаж безбашенного танка состоял из трёх человек: водителя/наводчика танковой пушки, помощника водителя/наводчика-оператора управляемых ракетных вооружений и командира танка, с перспективой снижения количества членов экипажа до двух человек.
Технологическая простота
В производственно-технологическом плане, возвращаясь к опыту Второй мировой войны, более конкретно — к работе тыла противоборствующих сторон, полный производственный цикл для машин безбашенной компоновки характеризовался простотой перестраивания производственных мощностей с выпуска башенной бронетехники на производство безбашенной, без необходимости проведения многолетних проектно-конструкторских работ, переучивания инженерно-технических кадров и рабочей силы (достаточно было краткой доподготовки работников без отрыва от производства) и без коренной смены набора технологических операций и материально-технической базы. Кроме того, если не брать во внимание одно из наиболее слабых звеньев безбашенной бронетехники — систему наведения основного ствольного вооружения, во всех остальных отношениях безбашенная компоновка была и остаётся самой простой, примитивной и надёжной компоновочной схемой бронетехники, как следствие, делая такую технику самой дешёвой в производстве, что немаловажно при выпуске её крупными партиями.

## Недостатки
Основными недостатками безбашенной бронетехники на момент наибольшей проектно-конструкторской активности в разработке указанного типа БТВТ являлись:
- Увеличение затрат времени на наведение танковой пушки и другого бортового управляемого вооружения на цель по сравнению с одно-, двух- и многобашенными танками классической компоновки, вкупе с невозможностью сочетания огня и манёвра одновременно, то есть ведения стрельбы из основного вооружения на ходу;
- Необходимость остановки для осуществления прицельного залпа, что снижало общую боевую эффективность такого рода машин, так как бронетехника классической компоновки, при условии достаточной квалификации и уровня огневой подготовки наводчика, обеспечивала возможность ведения огня с ходу, без остановок, что для безбашенной техники вело, во-первых, к увеличению продолжительности цикла стрельбы и, как следствие, снижению скорострельности, во-вторых, увеличению интервала времени между обнаружением и обстрелом цели, предоставляя противнику дополнительное время для открытия огня на упреждение или занятие укрытия, чем заранее снижало эффективность стрельбы, в-третьих, увеличению уязвимости остановившейся единицы бронетехники для огня противника;
- Практическая невозможность использования противотанковых управляемых ракет ствольного пуска с управлением по проводам, без разделения цикла стрельбы на два последовательных этапа: I) пуск, осуществляемый наводчиком (водителем танка) и II) сопровождение ракеты в полёте до цели по линии визирования путём удержания прицельной марки или перекрестья прицела по центру визуальной проекции цели, осуществляемое оператором, что было затруднительным по ряду технических причин, а в том случае, если пуск и сопровождение ракеты осуществлялись водителем, танк оставался неподвижным в течение полёта ракеты к цели (это время увеличивалось пропорционально увеличению дальности до цели), что в условиях скоротечного общевойскового боя делало его практически идеальной мишенью;
- Практическая невозможность манёвра, поворота в сторону или осуществления полного разворота во время стрельбы управляемыми ракетами ствольного пуска с управлением по проводам, ввиду риска обрыва, либо запутывания проводов и, как следствие, потери ракетой управляемости;
- Практически полная бесполезность танковой пушки в случае выхода из строя критически важных для разворота танка (наведение в горизонтальной плоскости) элементов ходовой части, например, в случае обрыва гусеницы, либо неисправности электрических, гидравлических, пневматических и механических приводных устройств, регулирующих угол наклона корпуса танка относительно цели (наведение в вертикальной плоскости);
- Сложность конструкции системы наведения, которая сама по себе увеличивает вероятность выхода из строя вышеперечисленных критически важных узлов и агрегатов и, как следствие, снижает надёжность единицы бронетехники в целом;
- Уплотнение внутреннего пространства, предназначенного для размещения экипажа, вследствие размещения казённой части основного ствольного вооружения непосредственно в боевом отделении и необходимости отведения дополнительного пространства под откат горизонтального затвора (от полуметра до одного метра и даже более), так как, в отличие от башенной бронетехники, установка орудий или пушек с вертикальным затвором была затруднительна по техническим причинам;

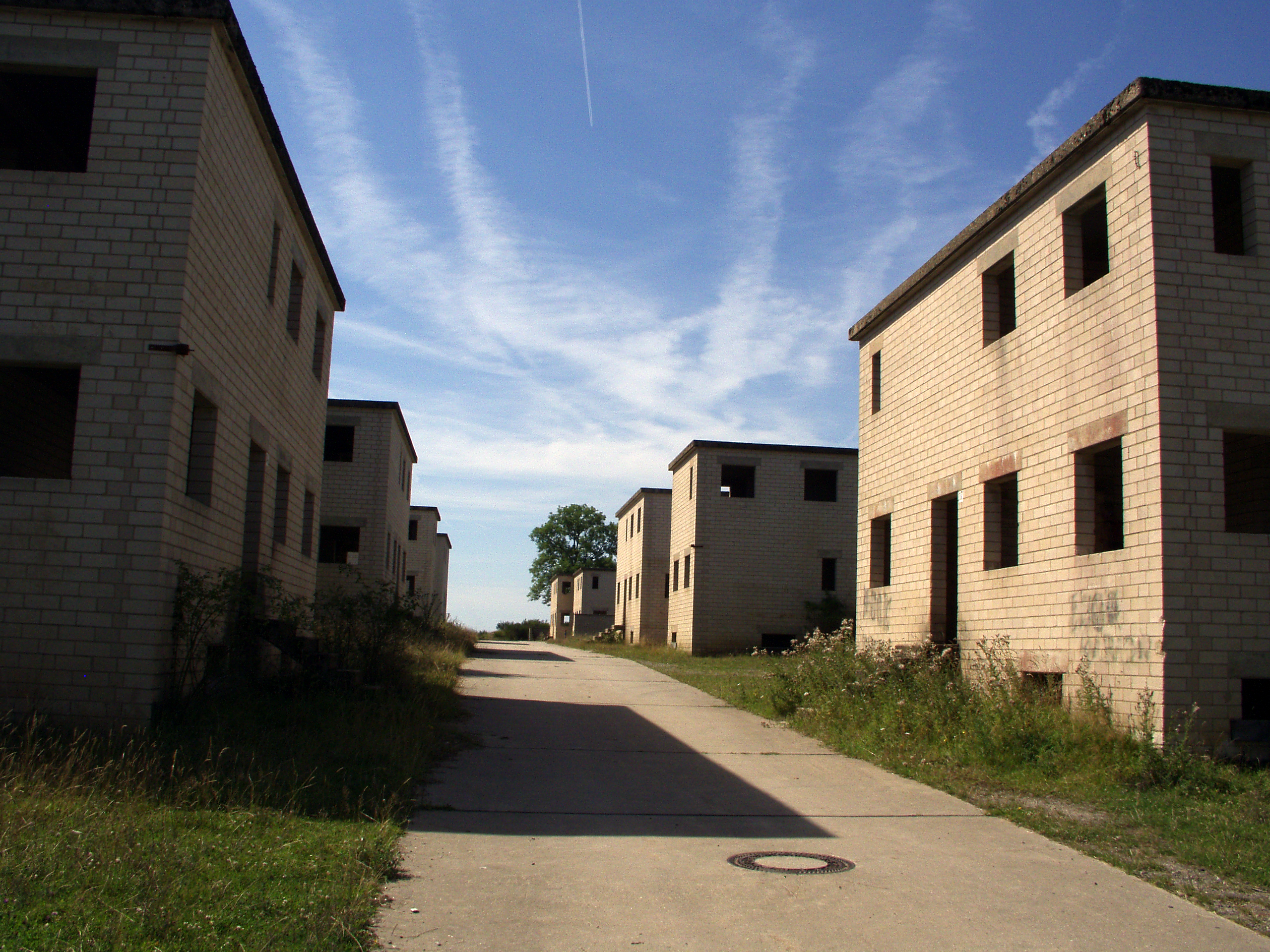
Ограниченный сектор обстрела и затраты времени на прицеливание делают безбашенную бронетехнику без стабилизированных приборов управления огнём малопригодной для применения в условиях даже невысокой одно- и двухэтажной застройки

- Неэффективность боевого применения в условиях городской муниципально-коммунальной (проспекты, улицы, переулки, дворы) или промышленной застройки (промзона), ввиду практической невозможности обстрела из основного ствольного вооружения целей, находящихся на крышах и верхних этажах многоэтажных зданий, на верхних конструкциях высотных сооружений, невозможность решения аналогичной огневой задачи по целям на крышах одноэтажных зданий и невысоких сооружений в ходе ближнего боя в условиях плотной городской застройки или частного сектора застройки на расстоянии не превышающем нескольких метров. Повышенная уязвимость единиц бронетехники к обстрелу из ручных и станковых противотанковых гранатомётов, и забрасыванию ручными противотанковыми гранатами и бутылками с зажигательной смесью сверху;
- Весьма посредственные суммарные огневые возможности при безусловно более высокой, чем у башенной бронетехники, огневой мощи, обусловленные всеми вышеперечисленными факторами.

Пути устранения недостатков
- Повысить достаточно низкие огневые возможности (в сравнении с бронетехникой классической компоновки) предполагалось, во-первых, за счёт установки более крупнокалиберных ствольных вооружений, во-вторых, путём увеличения мощности применяемых боеприпасов, в-третьих, путём увеличения разнообразия номенклатуры боеприпасов, включением в возимый боекомплект оперённых и неоперённых подкалиберных бронебойных снарядов, в-четвёртых, за счёт использования управляемого ракетного вооружения, располагаемого снаружи, в пристыкованных контейнерах на внешних узлах крепления, незащищённых от пуль и осколков, и внутри, в выдвижных контейнерах, в походном положении защищённых бронёй танка. Наконец, ещё одним из путей повышения огневых возможностей безбашенной бронетехники, было увеличение количества стволов основных вооружений (пушек или орудий) до двух, с симметричным расположением их по бортам и ведением огня залповым способом, что, однако, не давало требуемой эффективности стрельбы[4].
- Проблему невозможности ведения стрельбы из основного ствольного вооружения с ходу, а равно расширения сектора обстрела целей, как по горизонтали, так и по вертикали, предполагалось решить путём установки пушки на полуподвижном узле крепления, прикрытом броневой сферической или полусферической маской, а также оснащения стрелка прицелом с независимой стабилизацией поля зрения, — это, во-первых, позволяло вести обстрел целей без остановок, во-вторых, существенно увеличивало возможности бронетехники в условиях боевых действий в городской местности, в-третьих, увеличивало её живучесть за счёт возможности маневрирования при стрельбе посредством движения по зигзагообразной или извилистой траектории[4].

## Суммарно
Если суммировать перечисленные достоинства и недостатки, и соотнести их друг с другом, безбашенные танки с пушечным и/или ракетным вооружением могли найти эффективное боевое применение действуя в обороне против наступающих танков противника, — они хорошо подходили для решения ограниченного круга достаточно специфических задач и не могли выполнять весь спектр боевых задач, традиционно возлагаемых на основные боевые танки традиционной компоновки.

## Отличие от лафетной компоновки
Бронетехника, сконструированная по лафетной компоновочной схеме, а также по схеме с внешним расположением основного вооружения, также может либо вообще не иметь башни как таковой, либо иметь заглубленные внутрь корпуса или внешнерасположенные конструктивные узлы крепления (вращающуюся платформу), предусматривающие установку свободно заменяемых боевых модулей различного типа по форме и назначению напоминающих танковую башню, но принципиальным отличием является указанное внешнее расположение основного вооружения в отличие от традиционных вариантов безбашенной компоновки, где танковая пушка или орудие являются неотъемлемым конструктивным элементом корпуса танка, выходя наружу через отверстие в лобовом бронелисте, соответственно казённая часть указанных вооружений обслуживается экипажем внутри боевого отделения.

## Альтернативные варианты
Одной из альтернатив безбашенной компоновки, сочетающей в себе присущий ей низкий приземистый силуэт с огневыми возможностями классической компоновки, является компоновочная схема с низко посаженной («утоплённой») башней, расположение которой в корпусе настолько ниже такового в классических вариантах, что башня не выступает за его пределы, делая силуэт машины таким же как у безбашенных образцов, но, при этом, ограничивая радиус поворота башни, в связи с чем обстрел целей из основного вооружения без поворота корпуса возможен только в передней полусфере, по направлению движения. Такого рода конструкторский замысел был реализован в 1960 г. в проекте американской боевой разведывательной машины (БРМ) на гусеничном ходу AVR (аббр. от англ. Armoured Vehicle, Reconnaissance), помимо БРМ предложенной в трёх вариантах исполнения: машина огневой поддержки, истребитель танков, истребитель лёгкой бронетехники.